# کاروانسراهای آلانیا
در مناطقی از قلمرو عثمانی، دولت جایی که هیچ کاروانسرایی وجود نداشت به کسانی که در مسیر زیان مالی کردند یا مورد حمله قرار گرفتند تاوان پرداخت می‌کرد. در قرن ۱۲ و ۱۳ شروع به ساختن کاروانسراهای امن برای جلوگیری از این حمله‌ها شد.
کاروانسراهای بزرگ در شهرهایی مانند آلانیا‚ آنتالیا‚ قونیه‚ آکسارای‚ کایسری‚ سیواس‚ ارزنجان و ارزروم ساخته شدند که شریان‌های مهم تجاری بودند.
این شریان‌های تجاری که از ترکیه گذر عبور می‌کردند به سمت ایران و ترکستان می‌رفتند. مسافرانی که به
این کاروانسرا می‌آمدند به عنوان مهمان در نظر گرفته می‌شدند و به مدت سه روز هیچ مبلغی برای خدماتی مانند خوراک و نوشیدنی و بازسازی کفش‌های خود و کنترل نعل اسب خود نمی‌پرداختند.
دو تا از این کاروانسراهای بسیار مهم در آلانیا وجود دارد. این نشان می‌دهد که این مسیر که آلانیا را به دیگر
مناطق پیوست می‌کرد در آن زمان بسیار مهم بود.

## کاروانسرای ساراپسا
این کاروانسرا در ۱۵ کیلومتری مرکز شهر آلانیا در اتوبان D-۴۰۰ قرار دارد. در یک نگاه کوتاه این کاروانسرا شیبه یک قلعه به نطر می‌رسد.
این کاروانسرا بین سال‌های ۱۲۳۶ و ۱۴۲۸ توسط قیاس الدین کیخسرو پسر سلطان علاالدین کیقباد بر اساس یک طرح مستطیلی ساخته شد. در سمت‌های جنوبی و شمالی این کاروانسرا قسمت‌هایی با هدف حفاظت از آن وجود دارد. در لبهٔ شرقی آن یک مسجد کوچک وجود دارد. در وسط کاروانسرا دروازه‌ای وجود دارد که به سمت شمال باز می‌شود.
سقف آن به سبک گهواره‌ای ساخته شده‌است. هنگامی که شما وارد کاروانسرا می‌شوید و به بالا نگاه می‌کنید چگونگی به هم متصل شدن این سنگ‌ها و اینکه چگونه این ساختمان بعد از گذشت ۷۶۶ سال هنوز پابرجا است را تحسین می‌کنید.
اکنون این ساختمان توسط شخصی برای استفاده به عنوان دیسکو اجاره شده‌است.

## کاروانسرای آلارا
در بعضی از اسناد بیان شده‌است که کاروانسراها ساختمان‌هایی هستند که در فاصله ۴۰ کیلومتری (۹ ساعت با شتر) از یکدیگر ساخته می‌شوند. این مسئله برای این کاروانسرا درست می‌باشد.
فاصلهٔ بین آلانیا و کاروانسرای آلارا قبل از آنکه جاده‌های قدیمی پر از پیچ بود و نوسازی شد ۴۰ کیلومتر بود.
این کاروانسرا توسط سلطان علاالدین کیقباد در سال ۱۲۲۹ ساخته شد.
در ورودی این کاروانسرا به سمت شمال است. بعد از اینکه شما از این در وارد می‌شوید در دیگری را می‌بینید. این قسمت برای مسافرانی ساخته شد که با حیوان‌های خود می‌آمدند. این قسمت کاملاً متفاوت نسبت به کاروانسرای ساراپسا ساخته شد و بر خلاف کاروانسرای ساراپسا که مکان‌های جداگانه برای مردم و حیوان‌ها وجود ندارد در این کاروانسرا مکان‌های ویژه برای مردم و حیوان‌ها موجود می‌باشد.
علاوه بر این مسافران می‌توانند حیوان‌های خود را هر زمان از پنجرهٔ کوچک اتاق خود بازرسی کنند.
هنوز می‌توان مسجد و چشمه و حمام ترکی را مشاهده نمود. این ساختمان که به مدت ۴۹ سال توسط یک تاجر کرایه شد‚ اکنون به عنوان یک رستوران استفاده می‌شود.
مهمانخانه‌های کوچکتری دیگری نیز مانند این کاروانسرا موجود می‌باشد. یکی در شهر Kargicak و یکی در دیمچای (Dimcay) که هنوز با تمام ویژگی‌های آن پا برجاست. این مهمان خانه‌ها و کاروانسراها گواه و نشانهٔ اهمیت حمل و نقل در آلانیا است.